# Sarcoramphus kernense
A Sarcoramphus kernense a madarak (Aves) osztályának újvilági keselyűalakúak (Cathartiformes) rendjébe, ezen belül az újvilági keselyűfélék (Cathartidae) családjába tartozó fosszilis faj.

## Tudnivalók
A Sarcoramphus kernense Észak-Amerika délnyugati területén élt, a középső pliocén, az úgynevezett piacenzai korszak idején, vagyis 3,5-2,5 millió évvel ezelőtt. Ez a fosszilis madár a Blancan/Delmontian fauna kevésbé ismert tagja volt. Ennek az őskeselyűnek a létezését, csak egyetlen egy bizonyíték, azaz egy törött, felkarcsontnak (humerus) a könyök felé eső végrésze tanúsítja. Ezt a maradványt a kaliforniai Kern megyében levő Pozo Creeknél találták meg. A maradványt Loye H. Miller írta le először. Miller a típusfajjal, azaz a ma is élő királykeselyűvel (Sarcoramphus papa) összehasonlítva, arra a következtetésre jutott, hogy az ősrokon valamivel nagyobb és robusztusabb volt, mint a mai faj; egyébként a kettő igen hasonlíthatott egymásra. Mivel a két madár létezésének korai között igen nagy a távolság, feltehető, hogy két külön fajról van szó. De mivel az ősmadár egyetlen maradványa is töredékes, azaz hiányos a köztük levő rokonsági kapcsolatot igen nehéz meghatározni; sőt az is meglehet, hogy a kettő nem tartozik ugyanabba a madárnembe.
Úgy tűnik, hogy a Sarcoramphus kernense valamivel megelőzte a nagy amerikai faunacsere nevű eseményt; továbbá a mai újvilági keselyűfélék többsége Közép-Amerikában jelent meg először, vagy e madárcsoport kifejlődésének őshazája ez a kontinenseket összekötő földrész. E szálon elindulva, meglehet, hogy a S. kernense a S. fisheri északra irányuló divergens testvértaxonja.

### Fordítás
- Ez a szócikk részben vagy egészben  a   King vulture című angol Wikipédia-szócikk ezen változatának fordításán alapul.  Az eredeti cikk szerkesztőit annak laptörténete sorolja fel. Ez a jelzés csupán a megfogalmazás eredetét és a szerzői jogokat jelzi, nem szolgál a cikkben szereplő információk forrásmegjelöléseként.